# Těšovice (Srbice)
Těšovice jsou malá vesnice, část obce Srbice v okrese Domažlice v Plzeňském kraji. Nachází se asi 1,5 kilometru východně od Srbic. Je zde evidováno 48 adres. V roce 2011 zde trvale žilo 69 obyvatel.
Těšovice leží v katastrálním území Těšovice u Kolovče o rozloze 3,03 km².

## Historie
První písemná zmínka o vesnici pochází z roku 1336.

## Obyvatelstvo
| Rok            | 1869 | 1880 | 1890 | 1900 | 1910 | 1921 | 1930 | 1950 | 1961 | 1970 | 1980 | 1991 | 2001 | 2011 | 2021 |
| -------------- | ---- | ---- | ---- | ---- | ---- | ---- | ---- | ---- | ---- | ---- | ---- | ---- | ---- | ---- | ---- |
| Počet obyvatel | 185  | 200  | 195  | 189  | 197  | 186  | 179  | 150  | 152  | 141  | 128  | 97   | 87   | 69   | 76   |
| Počet domů     | 27   | 29   | 30   | 31   | 33   | 33   | 35   | 41   | 41   | 39   | 40   | 41   | 41   | 43   | 43   |

## Obecní správa
Při sčítání lidu v letech 1850–1959 Těšovice byly samostatnou obcí, se kterým patřily nejprve do okresu Domažlice, ale v roce 1950 v okrese Stod. Od roku 1960 jsou částí obce Srbice opět v okrese Domažlice.

## Galerie

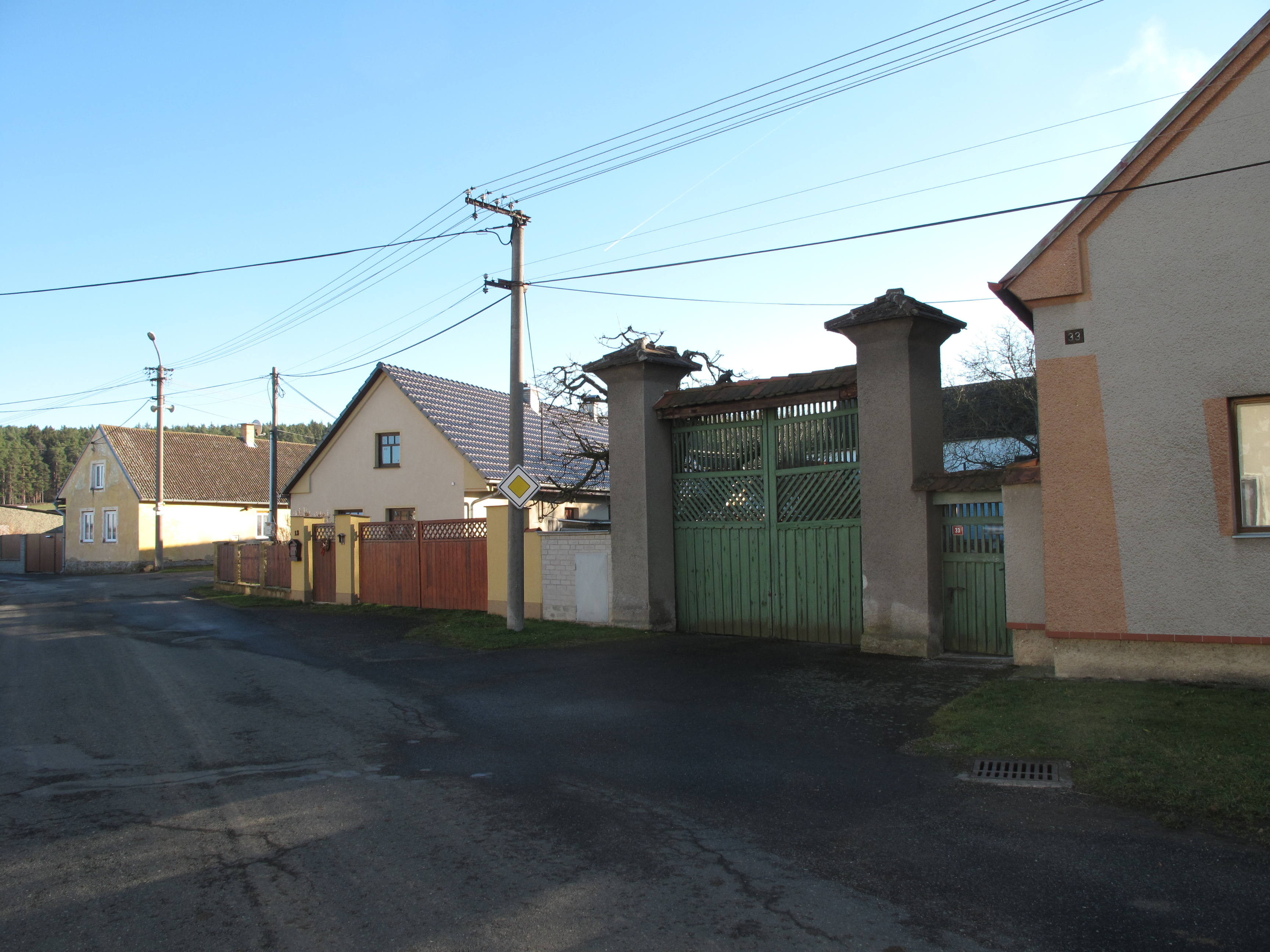
Domy
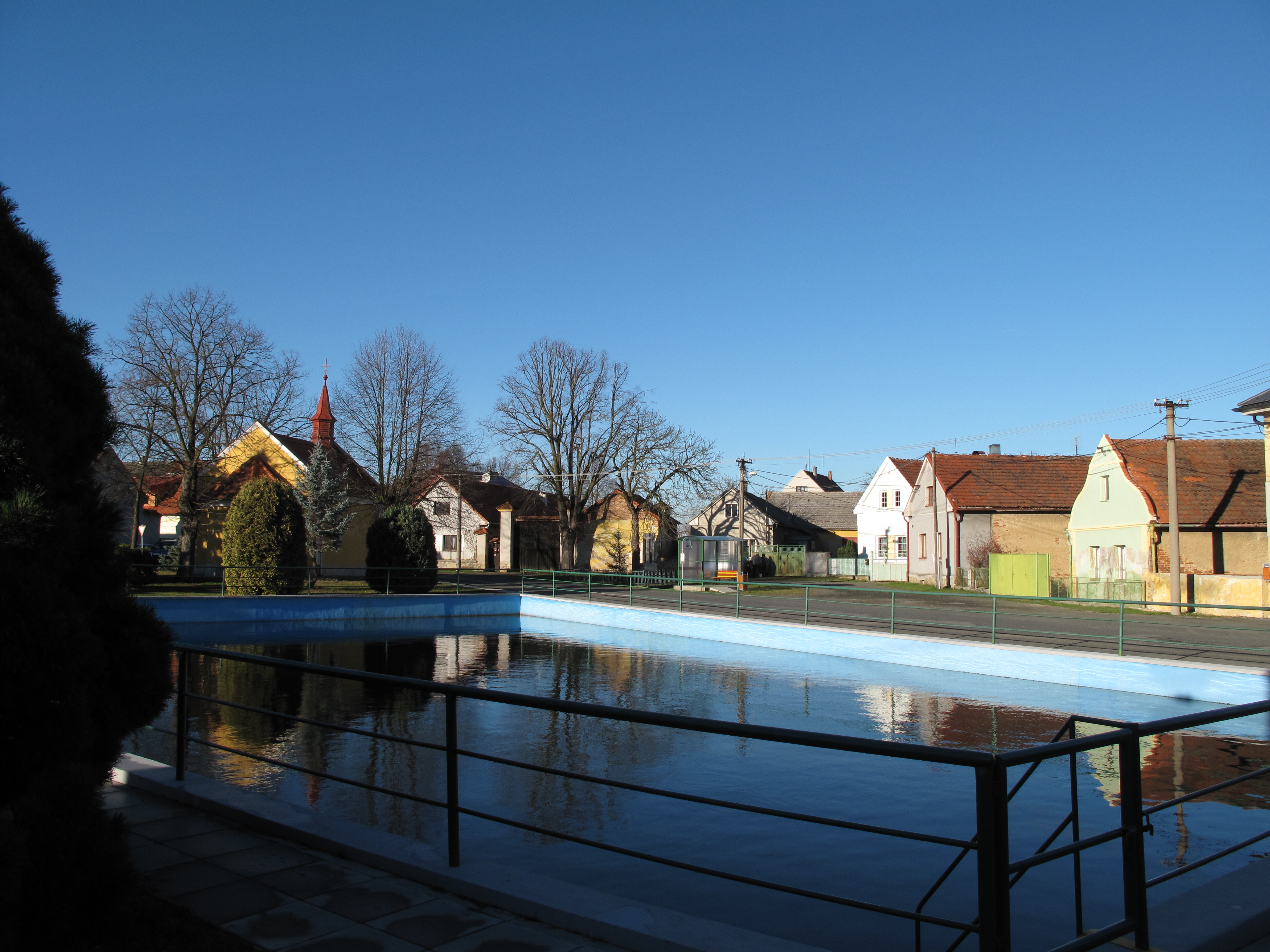
Nádrž na návsi
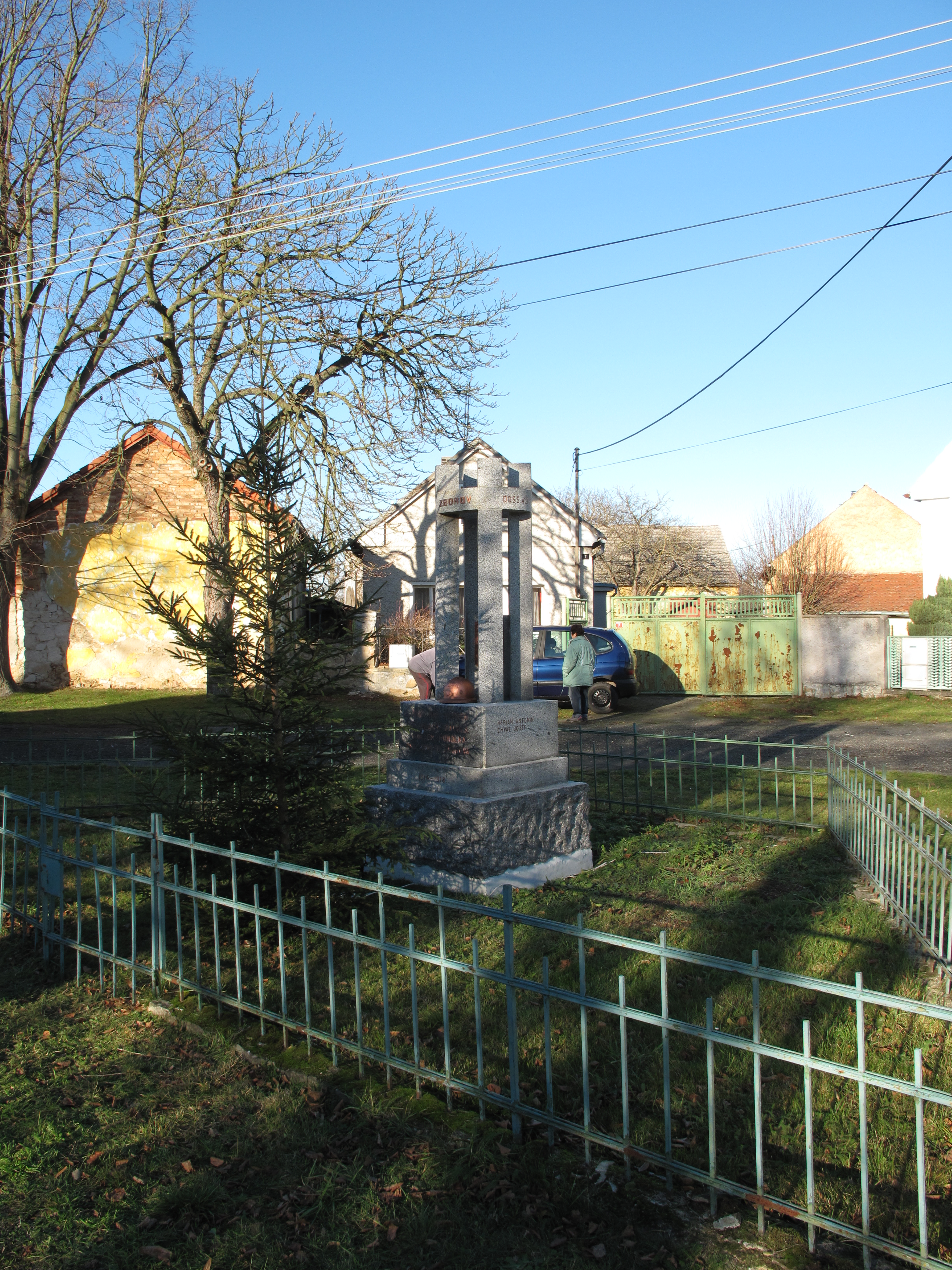
Pomník
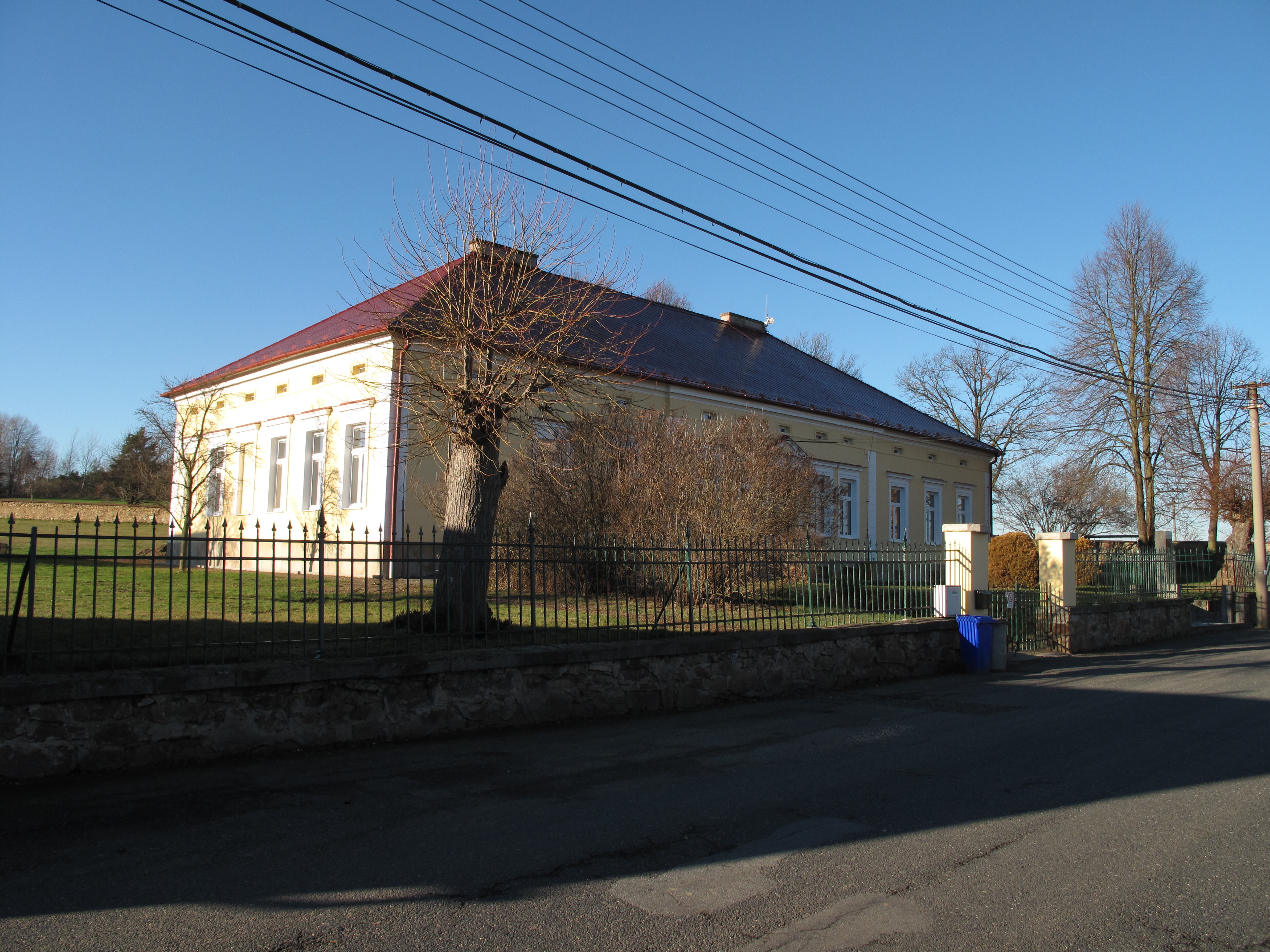
Mateřská školka